# Согоян Фрідріх Мкртичевич
Фрідріх Мкртичевич Согоян (нар. 2 жовтня 1936, Ґюмрі, Вірменія — 31 липня 2019) — вірменський скульптор; автор понад 400 монументальних і станкових композицій.

## Біографічні відомості
У 1961 році закінчив скульптурний факультет Єреванського художньо-театрального інституту. Творчу діяльність розпочав у 1960 році, з 1951 року — учасник художніх виставок. З 1966 року — член Спілки художників СРСР. Твори зберігаються в музеях, галереях та приватних колекціях Вірменії, України, Росії, Узбекистану, Німеччини, Швейцарії, Великої Британії та США.
Брав участь у роботі над створенням Меморіального комплексу Національного музею історії України у Другій світовій війні в Києві. За створену для комплексу композицію «Форсування Дніпра» у 1984 році був нагороджений Ленінською премією.
Двоє синів — Ваге Фрідріхович Согоян і Мікаель Фрідріхович Согоян — також скульптори.
Мешкав і працював у Москві.

## Творчість

### Монументальна скульптура

#### Вірменія
- 1960 — «Дівчина з глечиками». Єреван.
- 1961 — пам'ятник односелецям, що загинули в роки Великої Вітчизняної війни. Село Арені.
- 1964 — пам'ятник панчішниці. Ґюмрі.
- 1967 — «Схід сонця». Ахурянський район.
- 1969 — «Творець». Артік.
- 1969 — «Математики стародавньої Вірменії». Єреван.
- 1968 — пам'ятник воїнам — робочим панчішної фабрики, що загинули в роки Великої Вітчизняної війни. Ґюмрі.
- 1970 — пам'ятник революціонеру Степану Шаумяну. Єреван.
- 1979 — рельєф на будівлі Управління внутрішніх справ. Єреван.
- 1998 — бюст М. І. Рижкова. Спітак.
- 2008 — пам'ятник «Жертвам безвинним, Серцям милосердним»; багатофігурна композиція (співавт. М. Ф. Согоян). Ґюмрі, Меморіальний комплекс, присвячений 20 річниці Спітакського землетрусу 1988 року у Вірменії.
- 2009 — пам'ятник Католікосу всіх Вірмен Вазгену I. (співавт. М. Ф. Согоян, В. Ф. Согоян).

«Форсування Дніпра» (автор Ф. М. Согоян, скульптор А. Аветисян), Меморіальний комплекс Національного музею історії Великої Вітчизняної війни, Київ

#### Україна
- 1971—1981 — Багатофігурна композиція «Форсування Дніпра» (автор Ф. М. Согоян, скульптор А. Аветисян). Меморіальний комплекс Національного музею історії Великої Вітчизняної війни, Київ.
- 1982 — Дівчина в шинелі. Каховка.
- 1983 — пам'ятник воїнам, що загинули у Великій Вітчизняній війні. Богодухів.
- 1979 — Композитор М. Лисенко. Харківський театр опери та балету, Харків.
- 19883nbsp;— Нестор-літописець. Київ.
- 1993 — Афганцям, що загинули. Музей ВВВ, Київ.

#### Росія
- 1977 — пам'ятник партизанам і воїнам — співробітникам органів внутрішніх справ, що залинули у боях під Москвою в роки Великої Вітчизняної війни. Москва.
- 1978 — «Прогрес». Фасад будівлі Академії народного господарства, Москва.
- 1993 — пам'ятник Соловецьким юнгам, що залинули в роки Великої Вітчизняної війни (співавт. М. Ф. Согоян, В. Ф. Согоян).
- 1994 — Богоматір з ликом Христа. Москва.
- 1996 — пам'ятник жертвам політичних репресій 1945—1953 рр. Москва.
- 1997 — «Єдиний хрест» (співавт. В. Ф. Согоян). Москва.
- 1997 — «Муза», дві декоративні маски (співавт. В. Ф. Согоян). Вхід до будівлі «Галерея Актор», Москва.
- 1998 — пам'ятник покинутим могилам (співавт. В. Ф. Согоян).
- 2000 — пам'ятник воїнам, що залинули на Прохоровському полі в Великій Вітчизняній війні (співавт. В. Ф. Согоян). Село Прохоровка, Бєлгородська обл.
- 2001 — пам'ятник геологам-першовідкривачам (співавт. В. Ф. Согоян).
- 2002 — пам'ятник В. І. Муравленко (співавт. В. Ф. Согоян). Муравленко, Тюменська обл.
- 2002 — пам'ятник робітнику-будівельнику (співавт. В. Ф. Согоян). Долгопрудний, Московська обл.
- 2003 — пам'ятник «Руки Майстра». (співавт. В. Ф. Согоян). Долгопрудний, Московська обл.
- 2005 — пам'ятник подвигу Соловецьких юнг в роки Великої Вітчизняної війни (співавт. В. Ф. Согоян).
- 2006 — пам'ятник дудуку «Пісня Батьківщини» (співавт. М. Ф. Согоян, В. Ф. Согоян). Москва.
- 2008 — пам'ятник «Материнство» (співавт. В. Ф. Согоян). Науковий центр акушерства і гінекології, Москва.
- 2009 — пам'ятник голові опікунської ради «Прохоровське поле» М. І. Рижкову (співавт. М. Ф. Согоян, В. Ф. Согоян). Село Прохоровка, Бєлгородськая обл.
- 2010 — Бюст відомому полярнику, Герою Радянського Союзу і Герою Росії А. М. Чилінгарову. Санкт-Петербург.
- 2010 — пам'ятник «Танкова битва під Прохоровкою. Таран» (співавт. М. Ф. Согоян, В. Ф. Согоян). Державний військово-історичний музей-заповідник «Прохоровське поле», село Прохоровка, Бєлгородськая обл.

#### Інші країни
- 1971 — «Мислителі стародавнього сходу». Фасад будівлі «Музею заснування м. Самарканда», Самарканд, Узбекистан.
- 1970—1972 — пам'ятник воїнам, що загинули у Великій Вітчизняній. Самарканд, Узбекистан.
- 1991 — «Мати — Земля» («Вірменія», співавт. М. Ф. Согоян). Вашингтон, США.

## Відзнаки
- Заслужений художник Вірменії (1981)
- Заслужений діяч мистецтв України (1982)
- Народний художник Росії (2004)
- Народний художник України (2011)[1]

Премії:
- Ленінська премія (1984, за багатофігурну композицію «Форсування Дніпра»)[2]